# Shahrestān-e Nūr
Shahrestān-e Nūr (persiska: شهرستان نور, نور) är en delprovins (shahrestan) i Iran.   Den ligger i provinsen Mazandaran, i den norra delen av landet, 90 km nordost om huvudstaden Teheran.
Delprovinsen hade 121 531 invånare 2016.